# فريتز ألبرشت
فريتز ألبرشت (بالألمانية: Fritz Albrecht)‏ هو ضابط شرطة ألماني، ولد في 23 ديسمبر 1905 في برلين في ألمانيا، وتوفي في 29 أبريل 1977 في كولونيا في ألمانيا.